# شاه صفی‌الدین
امامزاده شاه صفی الدین از نوادگان موسی کاظم است که آرامگاه آن در بخش کوهنجان شهرستان سروستان استان فارس واقع شده‌است.

## نسب صفی الدین
نسب صفی الدین با چندین واسطه به امام موسی کاظم برمیگردد؛ و از برادرزادگان احمد بن موسی شاه چراغ است.

## مهاجرت به ایران
صفی الدین همراه با کاروان احمد ابن موسی (شاهچراغ) عازم مشهد به قصد دیدار علی بن موسی الرضا وارد شهر شیراز شد؛ که با عوامل حکومتی درگیر گشته و اکثر آنان کشته و تعداد اندکی در روستاها و آبادیهای اطراف پراکنده شدند. صفی الدین که حدود دوازده سال سن بیشتر نداشته به کوهنجان پناه آورده و در آسیابی آبی در کنار آسیابانی به نام ابیل ترک به کار مشغول گردید.
بنا به گفته‌ها، روزی همسر آسیابان مشغول پختن نان می‌شود که فرزند او که مشغول بازی کردن بوده به داخل تنور نان می‌افتد، ولی با حیرت صفی الدین دست در تنور می‌کند و فرزند را سالم بیرون می‌آورد. همسر آسیابان که بسیار متحیر شده‌است، داستان را برای ابیل تعریف می‌کند و او بنا به اعتقادات مردم متوجه می‌شود که صفی الدین از فرزندان ائمه شیعه است؛ به همین دلیل با توجه به اینکه عوامل حکومتی در تعقیب امامان شیعه بوده‌اند صفی الدین را که هفده سال دارد، به قتل می‌رساند.

## بنا
ساختمان آرامگاه امامزاده شاه صفی الدین در شهر کوهنجان و در دامنه کوه‌های زاگرس جنوبی در جنوب شهر است؛ که دارای یک صحن و امکانات تفریحی است؛ که به عنوان یک جاذبه مذهبی تاریخی در استان به‌شمار می‌رود.

## نگارخانه

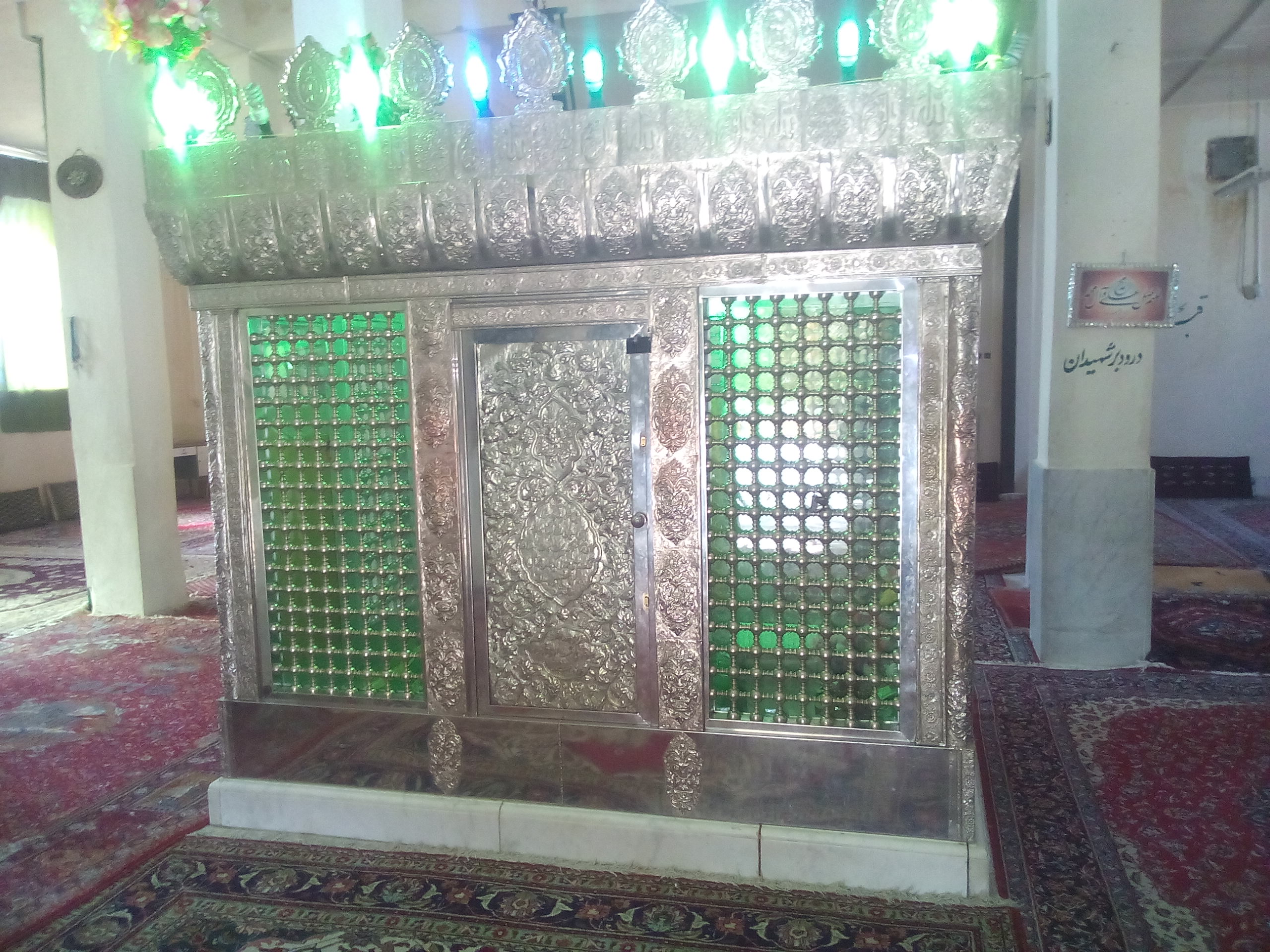
حجره آرامگاه
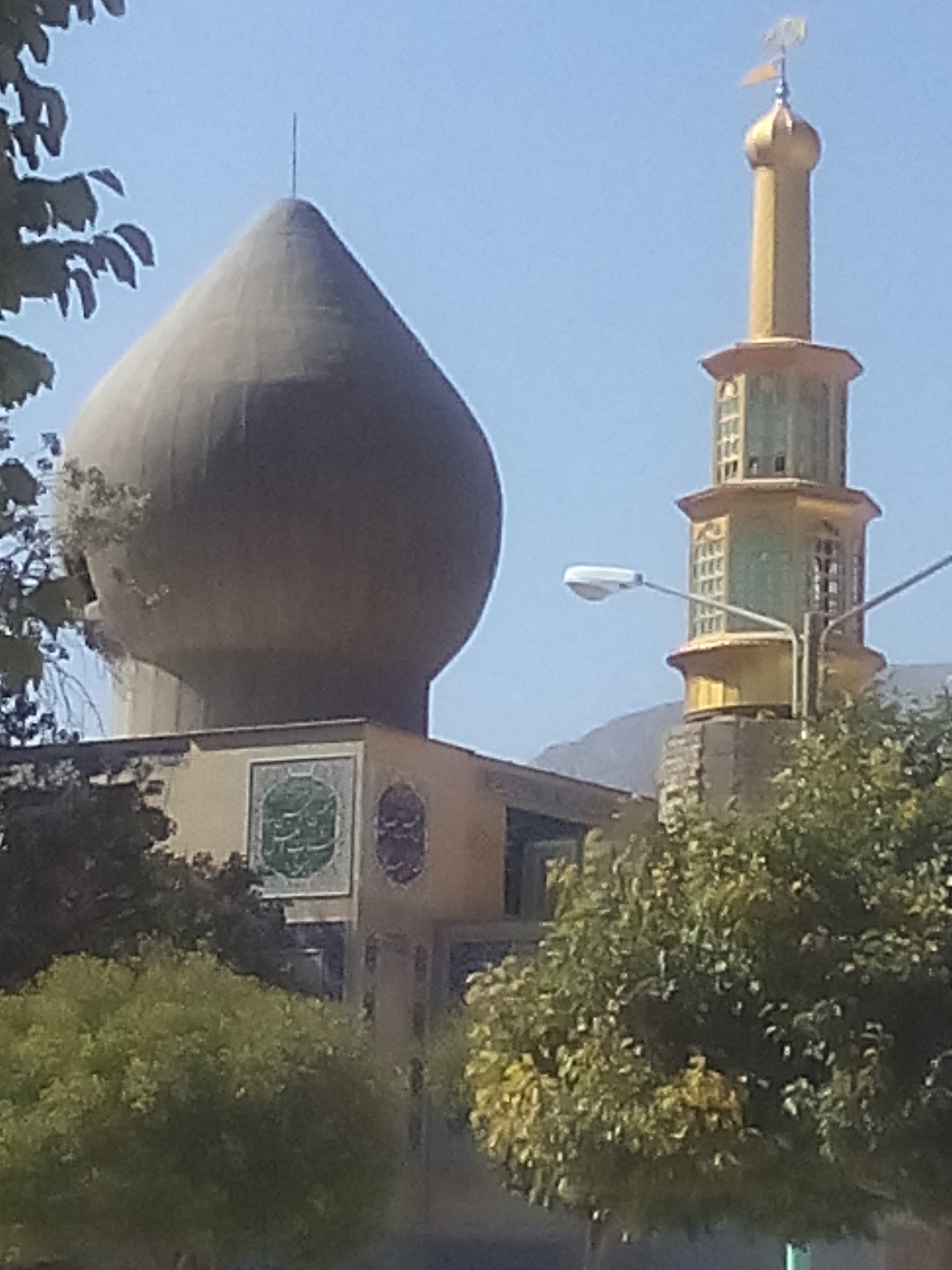
بارگاه
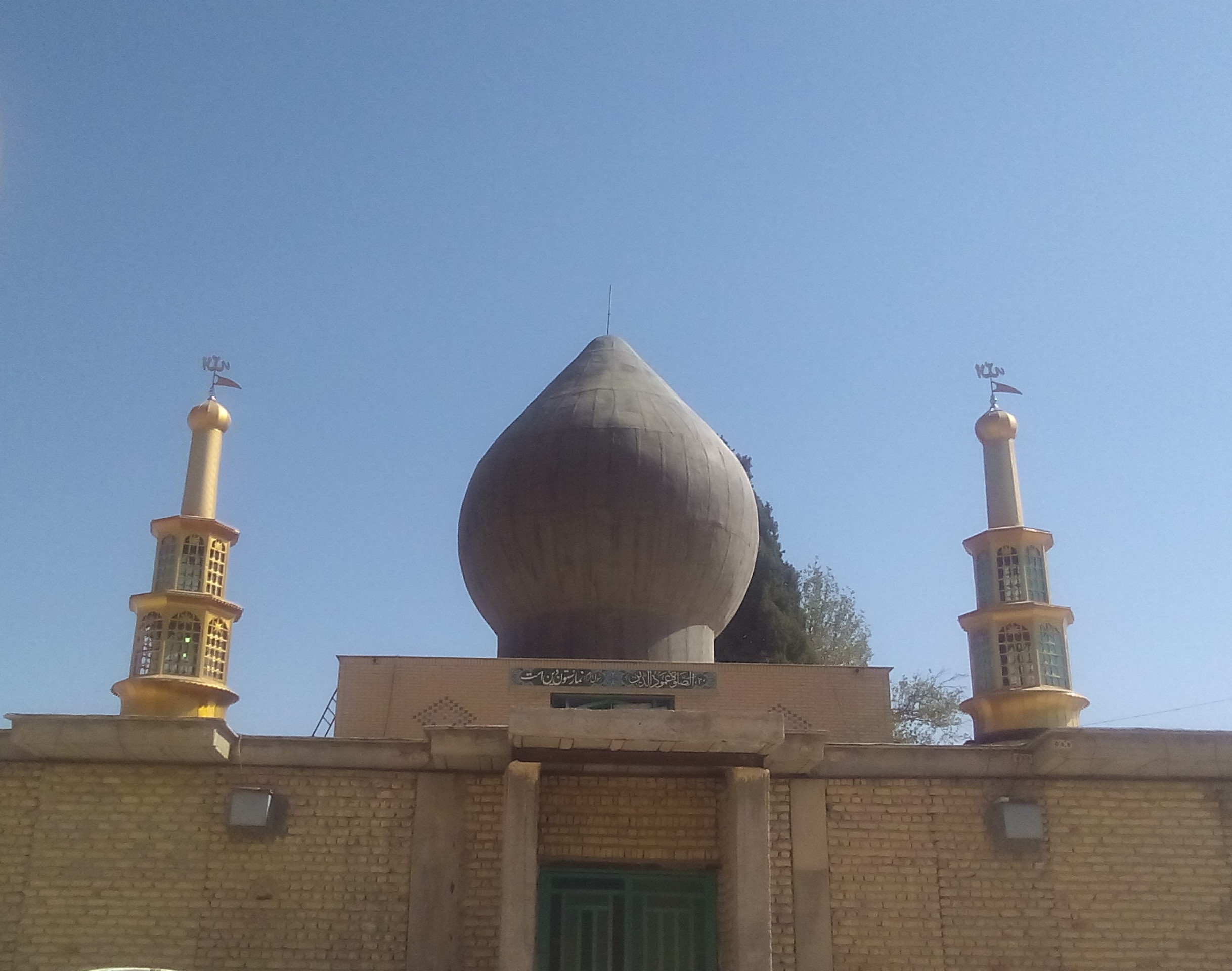
فضای پشت آرامگاه